# Bluffdale
Bluffdale ist eine Stadt im Salt Lake County und zu einem kleinen Teil im Utah County im US-Bundesstaat Utah. Der Name leitet sich her von den bluffs (englisch Klippen) am Ufer des Jordan. Das U.S. Census Bureau hat bei der Volkszählung 2020 eine Einwohnerzahl von 17.014 ermittelt.
Bluffdale grenzt im Nordwesten an Herriman, an Riverton im Norden und im Osten an Draper.
Die Bevölkerungsdichte beträgt 110,4/km². Ethnisch ist die Stadt zu 96,96 % weiß. Der Median der Haushaltseinkommen lag bei US$ 66.615; der Median der Einkommen bei Männern lag bei $50.136, für Frauen bei $23.469; das Pro-Kopf-Einkommen betrug $17.813. 0,2 % der Bevölkerung lebte unter der Armutsgrenze.
Die polygame Sekte der Apostolic United Brethren hat ihr Hauptquartier in Bluffdale.
Die National Security Agency errichtete in Bluffdale den größten Datenspeicher der USA, das Utah Data Center.